# Еврейское движение сопротивления
Еврейское движение сопротивления (ивр. תנועת המרי העברי‎) — союз сионистских военизированных организаций Хагана, Иргун и Лехи, осуществлявший подрывную деятельность против британских властей на территории Подмандатной Палестины. 
Союз был создан в октябре 1945 года Еврейским агентством и просуществовал около десяти месяцев, пока не распался после взрыва в гостинице «Царь Давид». В число актов, совершённых Еврейским движением сопротивления входят: многочисленные нападения на британские полицейские участки, Операция «Марколет» и Ночь поездов.